# Figulus linearis
Figulus linearis es una especie de coleóptero de la familia Lucanidae.

## Distribución geográfica
Habita en Kerala (India).